# Main Offender
Main Offender je druhé sólové studiové album anglického kytaristy a zpěváka Keitha Richardse. Vydáno bylo v říjnu roku 1992 společností Virgin Records. Jeho základní verze obsahuje deset písní, přičemž na každé z nich se autorsky podílel sám Richards. Japonské vydání dále obsahuje coververzi bluesové písně „Key to the Highway“. Spolu s Richardsem album produkovali Waddy Wachtel a Steve Jordan. V hitparádě Billboard 200 se deska umístila na 99. příčce.

## Seznam skladeb
1. 999 (Keith Richards, Steve Jordan, Waddy Wachtel) – 5:50
2. Wicked as It Seems (Richards, Jordan, Charley Drayton) – 4:45
3. Eileen (Richards, Jordan) – 4:29
4. Words of Wonder (Richards, Jordan, Wachtel) – 6:35
5. Yap Yap (Richards, Jordan, Watchel) – 4:43
6. Bodytalks (Richards, Jordan, Drayton, Sarah Dash) – 5:20
7. Hate It When You Leave (Richards, Jordan, Wachtel) – 4:59
8. Runnin' Too Deep (Richards, Jordan) – 3:20
9. Will but You Won't (Richards, Jordan) – 5:05
10. Demon (Richards, Jordan) – 4:45
11. Key to the Highway (Charlie Segar, Big Bill Broonzy) - 3:21 (bonus na japonské verzi)

## Obsazení
- Keith Richards – zpěv, kytara, baskytara, klávesy, perkuse
- Jack Bashkow – dřeva
- Crispin Cioe – dřeva
- Sarah Dash – zpěv, doprovodné vokály
- Charley Drayton – zpěv, kytara, baskytara, klavír, varhany
- Babi Floyd – zpěv
- Bernard Fowler – zpěv
- Arno Hecht – dřeva
- Steve Jordan – zpěv, varhany, bicí, konga, perkuse, kastaněty
- Ivan Neville – baskytara, klavír, varhany, cembalo, clavinet, vibrafon
- Waddy Wachtel – zpěv, kytara, klavír, celesta